# Tobias Rieder
Tobias Rieder (* 10. ledna 1993, Landshut) je hokejový útočník hrající v 1. švédské lize za tým Växjö Lakers HC. V roce 2011 ho draftoval ze 114. pozice tým Edmonton Oilers.V roce 2015 reprezentoval Německo na MS, které se konalo v ČR.

## Hráčská kariéra
Rieder byl draftován v roce 2011 ve 4. kole jako 114. celkově týmem Edmonton Oilers, který ho 29. března 2013 vyměnil do Phoenixu Coyotes za útočníka Kalea Kessyho. V poslední sezóně jako junior v dresu Kitchener Rangers v Ontario Hockey League (OHL) podepsal dne 15. dubna 2013 tříletou nováčkovskou smlouvu s Coyotes.
V ročníku 2014/15, v jeho druhé profesionální sezóně v Severní Americe, byl 2. listopadu 2014 povolán z farmářského mužstva Portland Pirates z American Hockey League (AHL) do prvního týmu Coyotes, aby odehrál první utkání v National Hockey League (NHL) proti Washingtonu Capitals. Ten samý den vstřelil svou první branku v dresu Arizony, která byla vítězná.
Dne 1. prosince 2014, v utkání proti Edmontonu Oilers (výhra 5:2), vytvořil jako nováček v NHL nový rekord, když vstřelil dvě branky během 58 sekund za sebou při hře svého mužstva v oslabení.
Na konci ledna 2016 měl na kontě 30 kanadských bodů (10 branek a 20 asistencí) v 48 zápasech, a to v jeho 2. sezóně v NHL.

## Reprezentační kariéra
Rieder reprezentoval Německo ve všech věkových kategoriích a v seniorské reprezentaci debutoval na Mistrovství světa v ledním hokeji 2014 v Minsku.
Dne 27. května 2016 ho v dodatečné nominaci Ralph Krueger doplnil na svou soupisku výběru Evropy pro Světový pohár v ledním hokeji 2016 v Torontu.
Byl nominován na ZOH 2022. 

## Klubové statistiky
| Sezona      | Klub               | Soutěž      | Základní část | Základní část | Základní část | Základní část | Základní část | Play off | Play off | Play off | Play off | Play off |
| Sezona      | Klub               | Soutěž      | Z             | G             | A             | B             | TM            | Z        | G        | A        | B        | TM       |
| ----------- | ------------------ | ----------- | ------------- | ------------- | ------------- | ------------- | ------------- | -------- | -------- | -------- | -------- | -------- |
| 2009/10     | Landshut Cannibals | 2. Bun      | 45            | 10            | 13            | 23            | 28            | 6        | 0        | 0        | 0        | 0        |
| 2010/11     | Kitchener Rangers  | OHL         | 65            | 23            | 26            | 49            | 35            | 7        | 0        | 2        | 2        | 4        |
| 2011/12     | Kitchener Rangers  | OHL         | 60            | 42            | 42            | 84            | 25            | 16       | 13       | 14       | 27       | 4        |
| 2012/13     | Kitchener Rangers  | OHL         | 52            | 27            | 29            | 56            | 12            | 9        | 2        | 10       | 12       | 4        |
| 2013/14     | Portland Pirates   | AHL         | 64            | 28            | 20            | 48            | 10            | —        | —        | —        | —        | —        |
| 2014/15     | Portland Pirates   | AHL         | 9             | 4             | 1             | 5             | 0             | —        | —        | —        | —        | —        |
| 2014/15     | Arizona Coyotes    | NHL         | 72            | 13            | 8             | 21            | 14            | —        | —        | —        | —        | —        |
| 2015/16     | Arizona Coyotes    | NHL         | 82            | 14            | 23            | 37            | 10            | —        | —        | —        | —        | —        |
| 2016/17     | Arizona Coyotes    | NHL         | 80            | 16            | 18            | 34            | 6             | —        | —        | —        | —        | —        |
| 2017/18     | Arizona Coyotes    | NHL         | 58            | 8             | 11            | 19            | 6             | —        | —        | —        | —        | —        |
| 2017/18     | Los Angeles Kings  | NHL         | 20            | 4             | 2             | 6             | 0             | 4        | 0        | 0        | 0        | 0        |
| 2018/19     | Edmonton Oilers    | NHL         | 67            | 0             | 11            | 11            | 8             |          |          |          |          |          |
| 2019/20     | Calgary Flames     | NHL         | 55            | 4             | 6             | 10            | 2             | 10       | 3        | 2        | 5        | 0        |
| 2020/21     | Buffalo Sabres     | NHL         | 44            | 5             | 2             | 7             | 2             | —        | —        | —        | —        | —        |
| 2021/22     | Växjö Lakers HC    | SHL         | 36            | 11            | 11            | 22            | 4             | 4        | 0        | 0        | 0        | 0        |
| 2022/23     | Växjö Lakers HC    | SHL         | 40            | 14            | 7             | 21            | 4             | 18       | 2        | 4        | 6        | 0        |
| NHL celkově | NHL celkově        | NHL celkově | 492           | 67            | 84            | 151           | 52            | 4        | 0        | 0        | 0        | 0        |

### Reprezentační statistiky
| 2009            | Německo         | SP do 17 let    | 6. místo        | 5  | 0  | 0  | 0  | 0  |
| 2009            | Německo 18      | MS18            | 10. místo       | 6  | 1  | 3  | 4  | 8  |
| 2010            | Německo 18      | MS18 (Div I)    | 11. místo       | 5  | 6  | 1  | 7  | 12 |
| 2010            | Německo 20      | MSJ (Div I)     | 11. místo       | 5  | 4  | 2  | 6  | 0  |
| 2011            | Německo 18      | MS18            | 6. místo        | 3  | 3  | 0  | 3  | 0  |
| 2011            | Německo 20      | MSJ             | 10. místo       | 6  | 1  | 1  | 2  | 0  |
| 2012            | Německo 20      | MSJ (Div I)     | 11. místo       | 5  | 5  | 8  | 13 | 4  |
| 2013            | Německo 20      | MSJ             | 9. místo        | 6  | 3  | 2  | 5  | 0  |
| 2014            | Německo         | MS              | 14. místo       | 7  | 1  | 0  | 1  | 0  |
| 2015            | Německo         | MS              | 10. místo       | 7  | 0  | 3  | 3  | 0  |
| 2016            | tým Evropy      | SP              | 2. místo        | 6  | 0  | 1  | 1  | 0  |
| 2016            | Německo         | MS              | 7. místo        | 4  | 1  | 1  | 2  | 0  |
| 2017            | Německo         | MS              | 8. místo        | 4  | 1  | 0  | 1  | 0  |
| 2021            | Německo         | MS              | 4. místo        | 10 | 1  | 3  | 4  | 2  |
| Junioři celkově | Junioři celkově | Junioři celkově | Junioři celkově | 41 | 23 | 17 | 40 | 24 |
| Senioři celkově | Senioři celkově | Senioři celkově | Senioři celkově | 31 | 3  | 8  | 11 | 2  |

#### Profily
- Tobias Rieder – statistiky na Hockeydb.com (anglicky)
- Tobias Rieder – statistiky na Elite Prospects (anglicky)
- Tobias Rieder – statistiky na NHL.com